# Falklandia rumbolli
Falklandia rumbolli là một loài nhện trong họ Orsolobidae. Chúng được miêu tả năm 1974 bởi Schiapelli & Gerschman.